# Mont Parnes
El Parnes —Πάρνηθα en grec modern— és un massís muntanyós al nord de la regió grega de l'Àtica, el principal cim del qual es troba a uns 40 km al nord d'Atenes. Envoltat al sud pel massís de l'Egaleu i al sud-est pel Pentèlic, el Parnes compta amb diversos cims. Els principals són: el Parnes (1.413 m, el més alt de la península Àtica), l'Ornio (1.350 m), l'Àrea (1.160 m), l'Avgo (1 150 m) i el Xerovuni (1.120 m).